# قتلیش سفلی
قتلیش سفلی، روستایی از توابع بخش گرمخان شهرستان بجنورد در استان خراسان شمالی ایران است.

## جمعیت
این روستا در دهستان گیفان قرار دارد و براساس سرشماری مرکز آمار ایران در سال ۱۳۸۵، جمعیت آن ۴۲۸ نفر (۹۷خانوار) بوده‌است.

## قومیت
مردم روستای قتلیش از قوم ترک هستند و زبان‌شان ترکی است.

## دین ومذهب
مردم روستای قتلیش مسلمان و شیعه هستند.